# Lycée public de Takahashi
 (décembre 2024).
 (décembre 2024).
La mise en forme du texte ne suit pas les recommandations de Wikipédia : il faut le « wikifier ».
Les points d'amélioration suivants sont les cas les plus fréquents. Le détail des points à revoir est peut-être précisé sur la page de discussion.
- Les titres sont pré-formatés par le logiciel. Ils ne sont ni en capitales, ni en gras.
- Le texte ne doit pas être écrit en capitales (les noms de famille non plus), ni en gras, ni en italique, ni en « petit »…
- Le gras n'est utilisé que pour surligner le titre de l'article dans l'introduction, une seule fois.
- L'italique est rarement utilisé : mots en langue étrangère, titres d'œuvres, noms de bateaux, etc.
- Les citations ne sont pas en italique mais en corps de texte normal. Elles sont entourées par des guillemets français : « et ».
- Les listes à puces sont à éviter, des paragraphes rédigés étant largement préférés. Les tableaux sont à réserver à la présentation de données structurées (résultats, etc.).
- Les appels de note de bas de page (petits chiffres en exposant, introduits par l'outil «  Source ») sont à placer entre la fin de phrase et le point final[comme ça].
- Les liens internes (vers d'autres articles de Wikipédia) sont à choisir avec parcimonie. Créez des liens vers des articles approfondissant le sujet. Les termes génériques sans rapport avec le sujet sont à éviter, ainsi que les répétitions de liens vers un même terme.
- Les liens externes sont à placer uniquement dans une section « Liens externes », à la fin de l'article. Ces liens sont à choisir avec parcimonie suivant les règles définies. Si un lien sert de source à l'article, son insertion dans le texte est à faire par les notes de bas de page.
- La présentation des références doit suivre les conventions bibliographiques. Il est recommandé d'utiliser les modèles {{Ouvrage}}, {{Chapitre}}, {{Article}}, {{Lien web}} et/ou {{Bibliographie}}. Le mode d'édition visuel peut mettre en forme automatiquement les références.
- Insérer une infobox (cadre d'informations à droite) n'est pas obligatoire pour parachever la mise en page.

Pour une aide détaillée, merci de consulter Aide:Wikification.
Si vous pensez que ces points ont été résolus, vous pouvez retirer ce bandeau et améliorer la mise en forme d'un autre article.

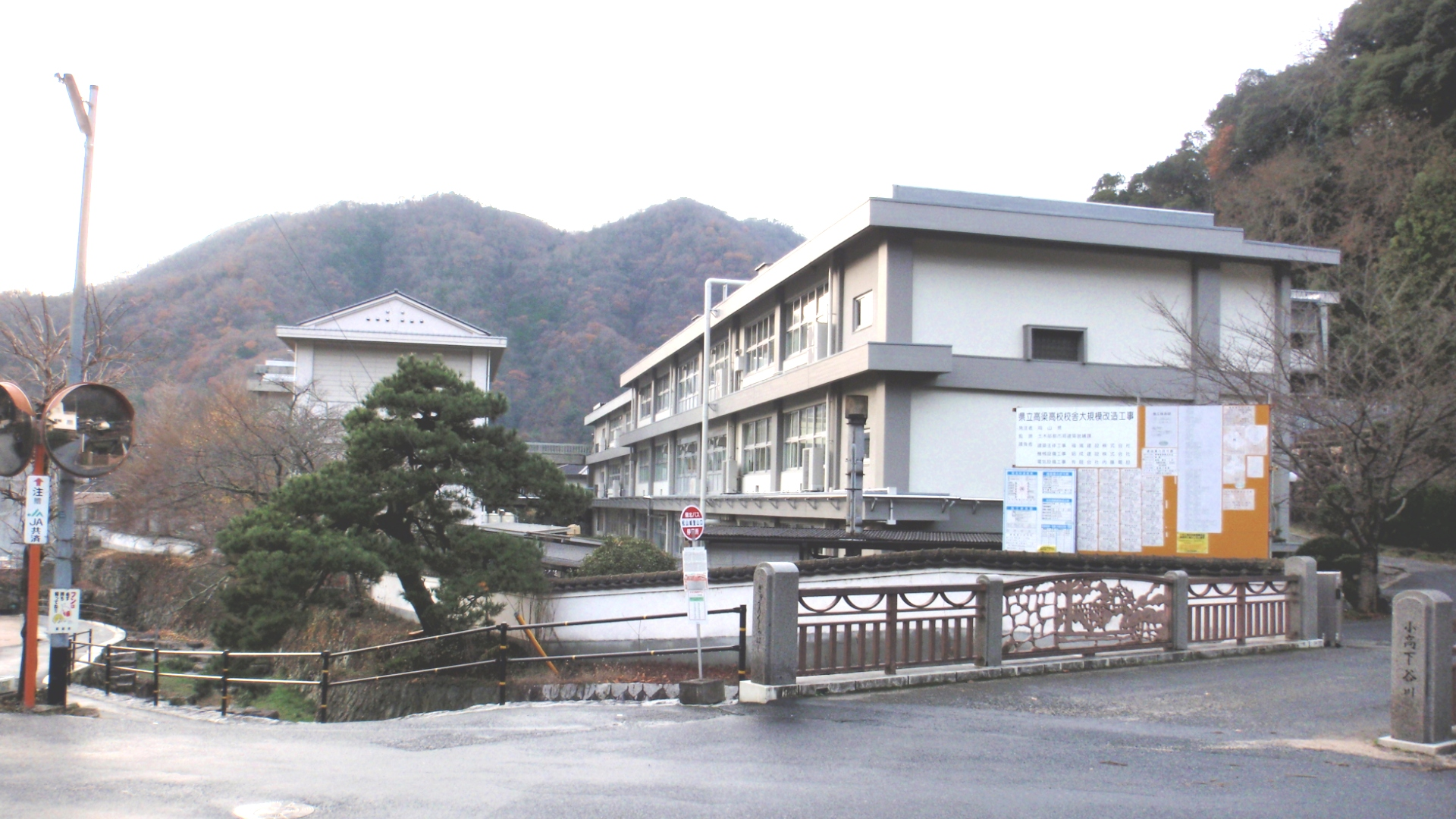
photo du bâtiment, en 2009

Le lycée public de Takahashi (岡山県立高梁高等学校), situé dans le quartier Uchisange de la ville de Takahashi, dans la préfecture d'Okayama, est un lycée public à temps plein. À l'époque de l'ère Meiji, il n'y avait que quatre écoles secondaires publiques (équivalentes aux lycées actuels) dans la préfecture d'Okayama : Okayama (actuellement le lycée Asahi), Tsuyama, Takahashi et Yakage. Le lycée de Takahashi est le deuxième plus ancien après le lycée d'Okayama.

## Caractéristiques
Le lycée propose deux départements : le département général et le département de l'économie domestique. Les deux départements suivent un système semestriel à deux trimestres, et les élèves peuvent choisir librement leurs cours en fonction du système de crédits.
Il est considéré comme l'établissement secondaire le plus ancien de la ville de Takahashi. En particulier, le département de l'économie domestique, qui a été créé après la fusion avec l'école pour filles Junsei (actuellement le département de l'économie domestique), est la première école pour filles fondée dans la préfecture d'Okayama, ce qui fait de ce département l'un des plus anciens du genre dans la préfecture.
L'école est située sur le site d'un ancien poste de garde où le seigneur du domaine de Bitchū Matsuyama résidait pendant la période de paix. C'est pourquoi l'établissement se trouve à mi-chemin de la montagne Gagyū, entouré de collines et de murs de château. Dans la cour de l'école, il y a une salle de thé appelée Kōfūkan et un jardin entourant l'étang Shinji, conçu par le samouraï et jardinier de l'époque Edo, Kobori Masakazu (Enshū).

## Anciens élèves notables

### Personnalités artistiques et culturelles
- Tatsuzō Ishikawa (écrivain lauréat du prix Akutagawa)
- Shigeru Ōnishi (artiste et mathématicien)

## Accord de jumelage scolaire
- Lycée international de Norwood (Adélaïde, Australie)